# Agyhártyadaganat
Az agyhártyadaganat (meningeoma) - akárcsak a koponyaűri daganatokok egy jelentős része - az agyhártyából fejlődik ki, a központi idegrendszert körülvevő hártyás agyburokrendszer egyik rétegéből. Az American Brain Tumor Association jelentése alapján a meningeoma a leggyakoribb elsődleges (primer) koponyaűri daganat, azok egyharmadát teszi ki. Az agyvelő és a gerincvelő burkainak középső rétegéből, a   pókhálóhártyából (arachnoidea mater) fejlődik ki.
Az esetek többségében jóindulatú elváltozásokról beszélhetünk, ugyanakkor kis százalékban rosszindulatú megjelenési formát mutatnak. A meningeoma gyakran tünetmentes, így az életminőséget érintő tünetek hiányában nem igényel kezelést az időszakos megfigyelésen kívül.

A kezelést igénylő megjelenési forma esetén mind sugárkezelés, mind hagyományos sebészeti beavatkozás indokolt lehet.
Történeti forrásokkal alátámasztható, hogy a meningeomának a már több ezer évvel ezelőtti előfordulása bizonyítható, valamint már az 1800-as évek elején dokumentáltak sikeres meningeoma-eltávolító műtétet.

## Történet és nevezéktan
Akárcsak az agydaganatok többségénél, a meningeoma esetében is széles körű megnevezéssel élt az orvos irodalom, a daganat forrásától függően. Különböző leírásokat, megnevezéseket találhatunk, mint például: „fungoid daganatok”, „a dura mater gombaszerű elváltozása”, „epithelioma”, „psammoma”, „dural szarkóma”, „dural endothelioma”, „fibrosarcoma”, „angioendothelioma”, „arachnoidal fibroboastoma”, „az agyhártya endotheliosisa”, „agyhártyagyulladásban fibroblastoma”, „meningoblastoma”, „mesothelioma az agyhártyán”, „dura mater szarkóma", és sok más egyéb megnevezést. A meningeoma modern meghatározását először Harvy Cushing (1869-1939) írta le 1922-ben, amelyet a neuraxis (agy- és gerincvelő) területén előforduló, de egyértelmű hasonlóságot mutató daganattípusokra alkalmazta. Ezt követően Charles Oberling a sejtszerkezeteknek megfelelő alosztályokat határozott meg, majd évek folyamán számos egyéb kutató több tucat meghatározást írt le az egyes altípusok azonosítására. 1979-ben az Egészségügyi Világszervezet (WHO) besorolása alapján 7 altípust különítettek el, ezt 2000-ben egy olyan besorolási renddel módosították, amely rendszerben kilenc alacsony grádusú (I. fokozatú agydaganatok) és három egyéb, II-es, valamint III-as fokozatú meningeomát azonosítottak. A leggyakoribb ilyen altípusai a meningotheliomatous (63%), az átmeneti vagy vegyes típusú (19%), a szálas (13%) és psammomatous (2%) formák.

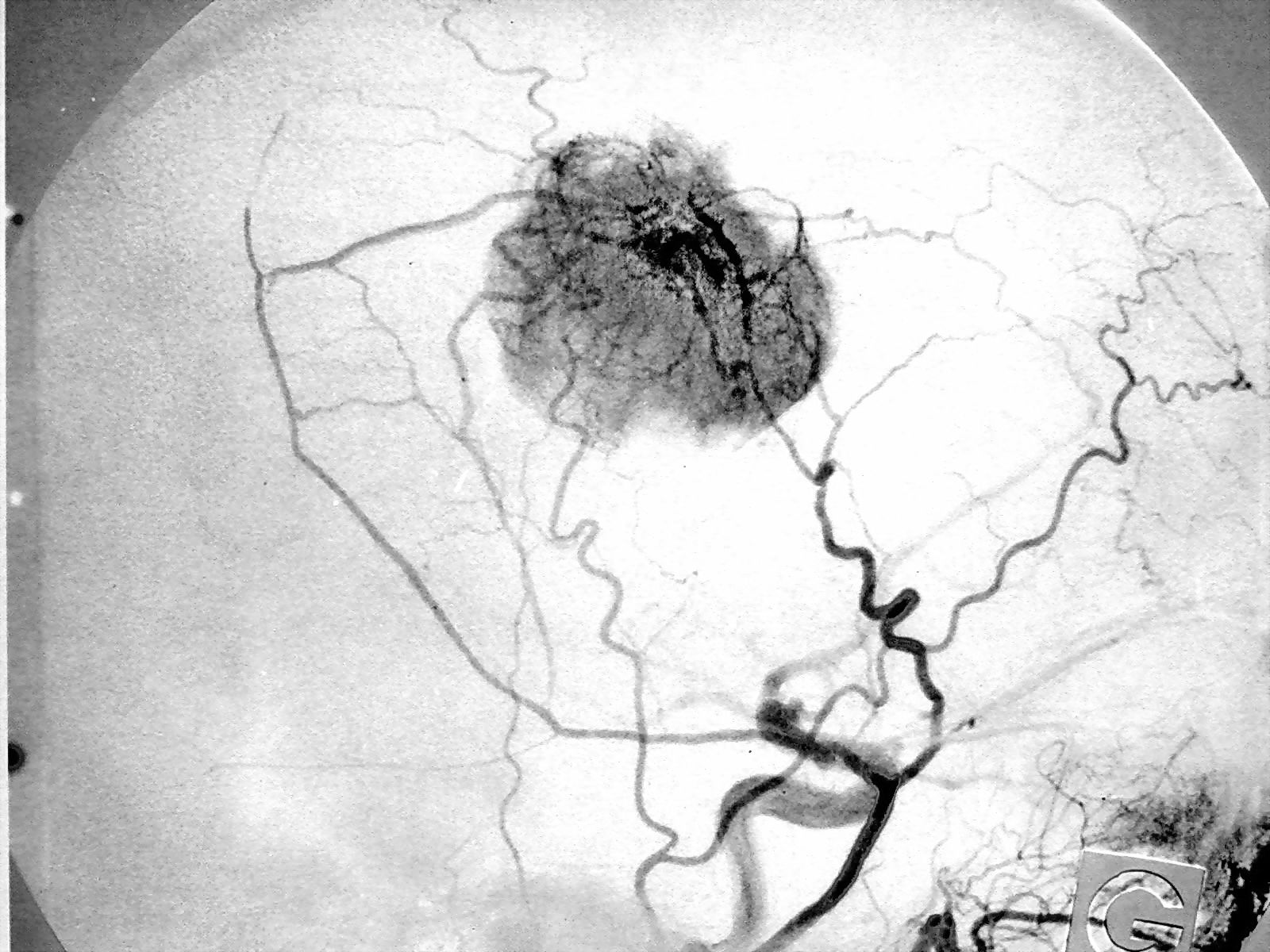
A külső fejverőér "számítógéppel tisztított" érfestéses (angiográfiás) oldalirányú röntgenképe

A meningeoma megjelenésének legkorábbi bizonyítékát Németországban egy mintegy 365000 éves koponyaleletben találták. Szerte a világon, egyéb kontinenseken is találtak  ásatási bizonyítékokat a betegség korai megjelenésére, beleértve Észak- és Dél-Amerikát, valamint Afrikát is. A legkorábbi írásos feljegyzés, amelyben valószínűsíthetően a meningeoma szerepelt, az 1600-as években született, Felix Plater (1536-1614) professzor leírása, a Bázeli Egyetemen végzett boncolásról, amit Sir Casper Bonecutioson hajtott végre. Az első sikeres műtéti eltávolításra 1835-ben került sor, amit Zanobi Pecchioli professzor a Sienai Egyetemen hajtott végre. Más, kiemelkedő meningeoma-kutatók is fellelhetők a daganattípus szakmai történetében: William Macewen (1848-1924) és William W. Keen (1837-1932).
Az orvostudomány rendkívül nagy előrehaladást produkált a meningeoma kutatásában és kezelésében a múlt században, mind a daganat eltávolítására használt műtéti technikák (segmentális kimetszés), mind a kiegészítő technikák anesztézia, antiszeptikus és aszeptikus módszerek, vérzéscsillapítás területén, mind annak pontosabb meghatározásában, hogy a daganatok közül melyek műthetőek (operabilisak) és melyek nem (inoperabilisak).

## Okok
A meningeoma okai nem igazán ismertek. A legtöbb esetben szórványosan fordul elő, véletlenszerűen jelenik meg, míg néhány esetben családon belül ismétlődve fordul elő. Azoknál a személyeknél, akik sugárkezelésen estek át, mégpedig különösen a fejbőrön, gyakrabban fordul elő a meningeoma, valamint azoknál a személyeknél is, akik agysérülést szenvedtek korábban. A hirosimai atomtámadás túlélőinél is megfigyelték, hogy gyakrabban fordul elő ez a daganat, annál gyakrabban, minél közelebb tartózkodtak a becsapódás helyszínéhez. A fogászati röntgenek szintén növelik az esélyét a meningeoma kialakulásának, főleg azoknál, akik több fogröntgenen estek át a múltban, amikor a röntgensugarak még veszélyesebbek voltak. Azonban a legfrissebb kutatásban is még 79 éves embereket is megkértek arra, hogy emlékezzenek vissza kora gyermekkorukra, hogy vajon hányszor volt fogröntgenük - tehát ezek az adatok nem feltétlenül megbízhatóak.

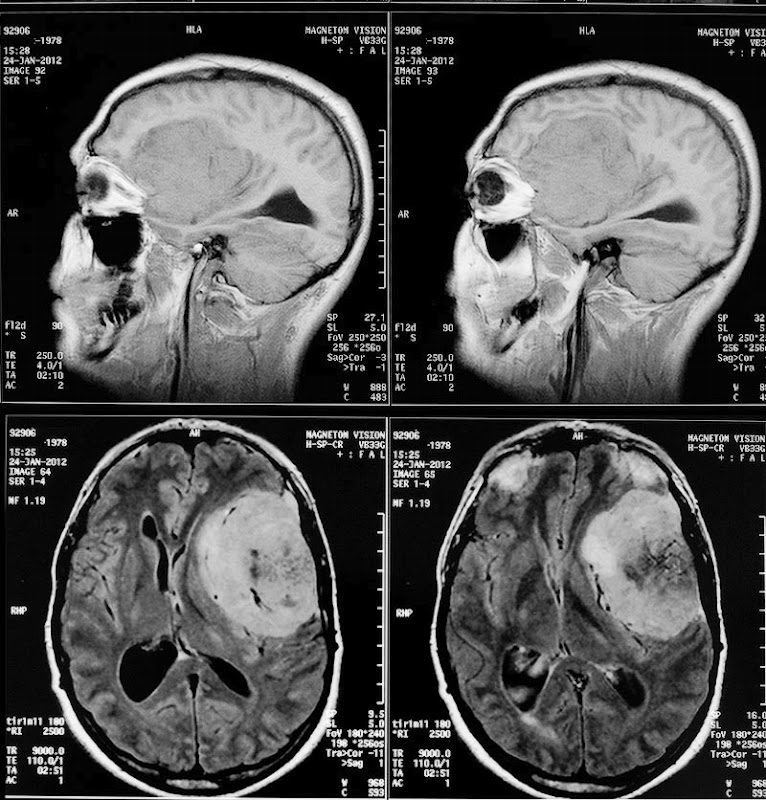
Meningeoma - Agyhártyadaganat

 Az Amerikai Orvosok Egyesülete azon tagjai, akik azon munkálkodnak, hogy javítsák az orvosi képalkotást azáltal, hogy csökkentik a sugárzás mértékét, illetve maximálisan kihasználják az ionsugárzás előnyeit, 2011.dec.13-án kiadtak egy nyilatkozatot az orvosi képalkotásban alkalmazott besugárzás kockázatairól. Ebben többek között a következőt olvashatjuk: „Meglehetősen kockázatos azt állítani, hogy csekély mértékű sugárzás feltételezett rákmegbetegedésekhez és halálesetekhez vezethet és tartózkodni is kell ezen állításoktól. Az efféle kijelentések sok kárt okoznak, hiszen szenzációhajhász cikkeket produkálhatnak a közmédiában.” ?[forrás?].
A 2-es típusú neurofibromatózisban szenvedő betegeknek 50% esélyük van arra, hogy egy vagy több meningeoma fejlődjön ki náluk. A mobiltelefonnal kapcsolatos kutatások azt mutatták, hogy - ellentétben az agydaganatok egy másik típusával, a gliomával – nincs összefüggés a mobiltelefonhasználat és a meningeoma kialakulása között.
Számos egyén szenved úgy meningeomában, hogy egész életükre tünetmentesek maradnak, így a meningeomájukat csak boncolás után fedezik fel (az összes boncolás 1-2%-ában  fedeznek fel így meningeomát). Az 1970-es években 100 000-ből 2 esetben fedeztek fel olyan tumort, ami tünetekkel járt, és 100 000-ből 5,7 esetben fedeztek fel olyan tumort, ami tünetmentes maradt. Tehát mindössze 7,7 esetben a 100 000-ből. A modern, kifinomultabb képalkotó eljárások elterjedésével, mint pl. a CT, a felfedezett tünetmentes meningeomák száma megháromszorozódott. A meningeomák gyakrabban fordulnak elő nőknél, mint férfiaknál, azonban a férfiaknál gyakrabban rosszindulatúak. A meningeomák bármilyen életkorban előfordulhatnak, de leggyakrabban 50 vagy afeletti korúaknál fedezik fel őket. A kor előrehaladtával nagyobb az esélye a meningeoma kialakulásának. Minden kultúrában felfedezhetőek, nyugaton és keleten, körülbelül ugyanolyan arányban, mint más lehetséges koponyaűri daganatok. A meningeomák 92%-a jóindulatú, 8%-a atipikus vagy rosszindulatú.

## Diagnózis
A meningeomát könnyen láthatóvá teszi a gadolínium kontrasztanyaggal végzett CT és MRI, valamint az arteriográfia. Valójában ez mind annak a ténynek tulajdonítható, hogy az extra-meningeoma axiális és erezett. Lumbálpunkció esetén a liquor cerebrospinalis protein általában megemelkedik.

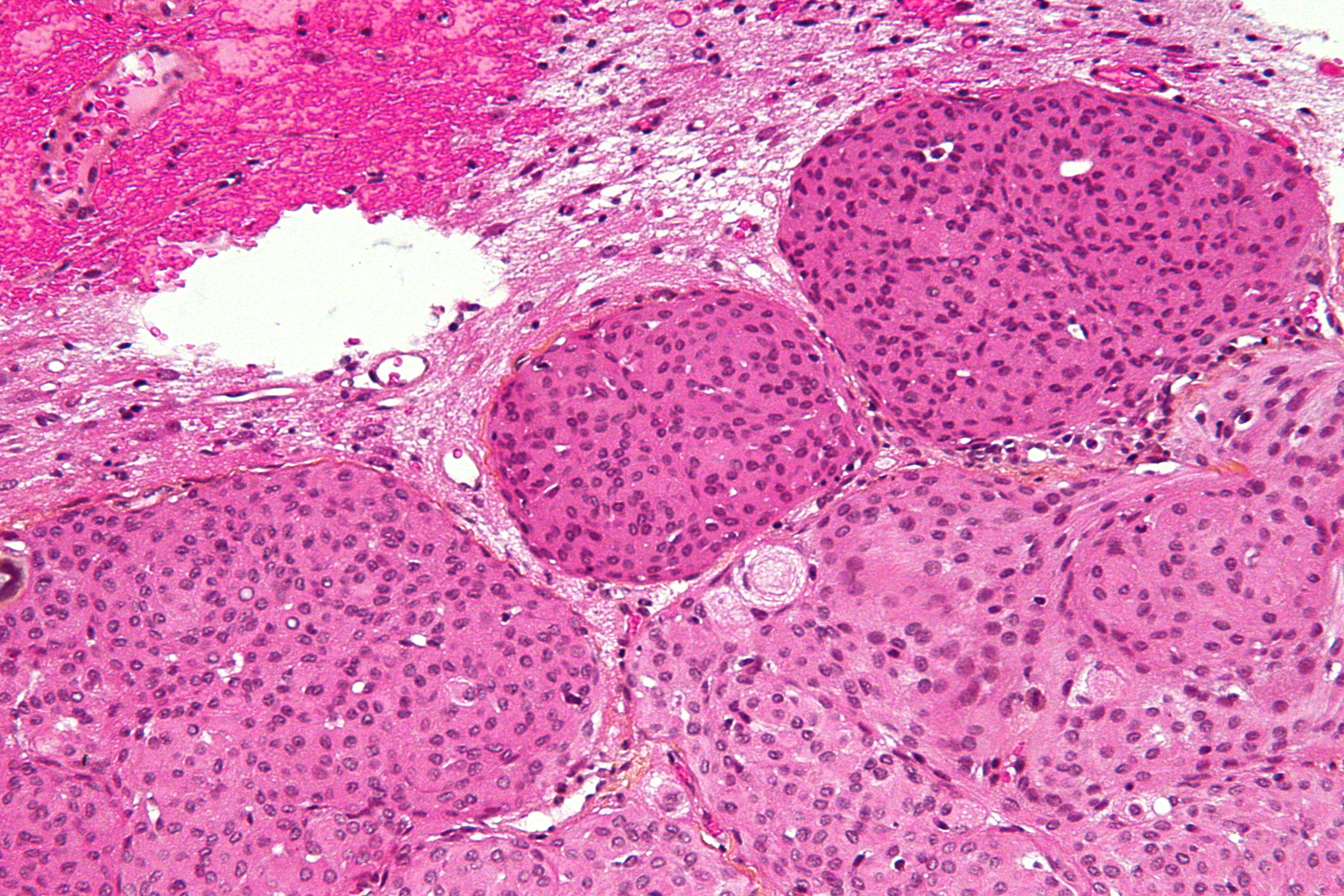
Az agyat beszüremítő agyhártyadaganat (fénymikroszkópos felvétel - nagy nagyítás) (H-E festés)

Bár a legtöbb meningeoma jóindulatú, sajnos rosszindulatú előfordulással is találkozhatunk. A meningeoma osztályozása a WHO osztályozási rendszerére épül.
- Jóindulatú (Grádus/Fokozat I) - (90%) - meningothelialis, rostos, átmeneti, psammomatous, angioblastic (legagresszívebb)
- Atipikus (Grádus/Fokozat II) - (7%) - chordoid, világos sejtes, atípusos (beleértve az agy inváziót)
- Anaplasztikus / rosszindulatú (Grádus/Fokozat III) - (2%) - papilláris, rhabdoid, anaplasztikus

Egy 2008-ban megjelent tanulmány szerint az atipikus meningeoma prognózisa sokkal jobb, mint az anaplasztikusé: az átlagos túlélési idő az előbbinél 11,9 év, az utóbbinál 3,3 év. Az atipikus daganatban szenvedő betegek az első előfordulás után átlagosan 11,5 évig voltak daganatmentesek, míg az anaplasztikus esetben az átlagos daganatmentes időszak mindössze 2,7 év volt.
Az anaplasztikus meningeoma malignum egy különösen rosszindulatú daganat, amely rendkívül erős agresszióval fejlődik. Noha – az általános szabály szerint – az idegrendszeri daganatok (agydaganatok) nem adnak áttétet a szervezetben, az anaplasztikus meningeoma kivétel ez alól. Bár ezek a daganatok az agyüreg belsejében találhatók, a meningeomát erek táplálják, így a rákos sejtek bejutva a véráramba metasztázist okozhatnak. A leggyakoribbak a tüdő körül képződő áttétek. Az anaplasztikus meningeomát és a hemangiopericytomát nehéz egymástól megkülönböztetni, mert kórképük igen hasonló, főleg ha az első előfordulása agyhártyagyulladásból eredő daganat, és a daganatok elhelyezkedése is hasonló (azonos típusú szövet).

## Radiológia/Röntgen kép
Tekintve, hogy klinikai szempontból a meningeoma rendszerint hosszú lefolyású, és szegényes tünettannal rendelkezik, ezért az olyan jellegű tünetek lehetnek figyelmeztető jelek, mint az epilepsziás görcsök, a tudatzavar, a fejfájás, a motoros működések diszfunkciója. A lassú lefolyás következtében a tumor mérete elérheti akár a zölddió nagyságát is. 

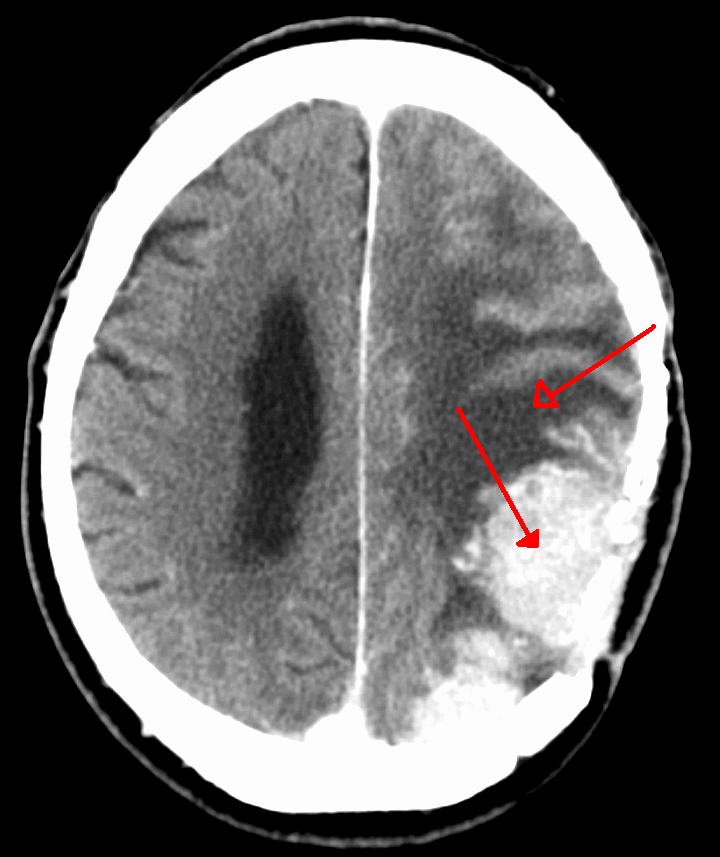
Agyhártyadaganat - Meningeoma (Horizontális CT felvételen.)

A leggyakrabban a koponyaüregben (intracranialis területen) alakul ki a tumor. Mivel jóindulatú elváltozásról beszélünk, ezért szövődményei rendszerint elhelyezkedéséből és méretéből adódnak. Elsősorban (CT)-vizsgálat révén mutat biztos eredményt a radiológia.  Általános a radiológiai kép alapján megállapított magányos (soliter) alak, de előfordul a többes megjelenés is. A tumorok kontraszthalmozása, a halmozás jellegzetes formáiról elmondható, hogy a kontrasztanyagok CT vizsgálat esetében jódozott i.v. (intravénásan), MR vizsgálatnál a Gadolinium chelatba csomagolva i.v. (intravénásan), amelyek a normális esetben nem hatolnak át a vér-agy gáton. Az agyi erekből nem tudnak az agyállományba (parenchymába) hatolni, mert ez egy erős, hármas védelem az agyszövet számára. Ebből kifolyólag, tehát ahol halmozást látunk, ott a vér-agy gát átjárhatóvá vált. Ugyanakkor az extraaxialis, nem agyi parenchymalis tumorok halmozása természetszerűleg nem vér-agy gát függő, közéjük tartoznak a meningeomák is. Meningeomát a röntgen kép alapján, éles szélű, és a góc körül elhelyezkedő (perifocalis oedema) jellemzi, de nem minden esetben mutat ilyen jellegű elváltozást. CT-vel vizsgálva az agyállománnyal azonos tömörségű (izodens) lehet, különösen a laposan (en plaque) növő meningeomák belenőhetnek az agyállományba, vagy csontnövekedést indukáló (hyperostoticus) hatást fejtenek ki az alattuk fekvő csontra. A CT-nél alkalmazott iv. jódos kontrasztanyagot általában jól halmozza. Az esetek többségében expanzív növekedést mutat, így tömeghatása következtében ismerhető fel, mint kerek képződmény, mert T1 súlyozással sem különbözik jeladása jelentősen az agyállományétól, a T2 súlyozással lehet kissé erősebb jeladó az agyi szövetállománynál, homogén, keskeny tokja lehet.
A Gadolinium kontrasztanyagot jól halmozza, jellemző képe a duralis bajusz, ami a dura elkeskenyedő festődése a tumor környezetében: "dural tail".
A meningeomákban gyakori a meszesedés, ez negatív CT-vel igen jól látható, MR-rel jobbára csak a gradiens echocite képeken szembetűnő.

## Kezelések

### Megfigyelés
Nagy felbontású, közeli képekkel lehet nyomon követni, azon esetekben, amelyekben a meningeoma kicsi és tünetmentes. 43 páciensen végrehajtott felmérés alapján 63%-nál nem volt követhető növekedés, míg 37%-nál átlagosan 4 mm/éves növekedést mértek. Ebben a tanulmányban a fiatalabb páciensek kevésbé voltak szerencsések, mivel náluk nagyobb valószínűséggel volt növekedés tapasztalható. Egy másik tanulmányban 213 műtét előtt álló beteg eredményeit hasonlították össze 351, csak folyamatosan megfigyelt beteg eredményeivel. A konzervatív megoldás esetén csak a betegek 6%-a mutatott újra tüneteket, míg a sebészetileg kezelt páciensek 5,6%-a mutatott tartós romlást, és 9,4%-uknál mutatkozott sebészeti beavatkozást is igénylő romlás.
Amennyiben a daganat tüneteket mutat, az ilyen megfigyelés önmagában már nem elegendő. Ebben az esetben folyamatos, megfelelő stratégiával bíró fényképes megfigyelés szükséges, annak érdekében, hogy a daganat további növekedése kizárható legyen.

### Műtéti eltávolítás
Általában a meningeoma műtétileg eltávolítható (vagy részben eltávolítható) és ez végleges gyógyulást eredményezhet, különösen, ha a daganat a dura mater felszínén helyezkedik el és könnyen hozzáférhető. Transartériás embolizáció szabvánnyá vált a műtét előtti eljárás preoperatív kezelésében. Ha invázió érinti a szomszédos csontállományt, a daganat teljes eltávolítása szinte lehetetlen. Ez ritka. Ilyenkor jóindulatú meningeoma válik rosszindulatúvá.
Annak a valószínűségét, hogy a meningeoma visszatér vagy egy másik daganat növekszik a műtét után, azt a WHO osztályozása alapján lehet megbecsülni, az egyes a műtéti Simpson kritériumok szerint.

### Sugárkezelés
A sugárkezelés lehet foton-nyaláb vagy proton-nyaláb terápia, esetleg frakcionált külső besugárzás. Sugársebészeti beavatkozást lehet használni a műtéti beavatkozás helyett kisebb, a kritikus struktúráktól távolabb helyezkedő daganatok esetén. A frakcionált külső besugárzás primer kezelésként is alkalmazható, amennyiben a daganat inoperábilis, vagy a beteg más egészségügyi okokból műtétre alkalmatlan.
A sugárkezelést gyakran tekintik a WHO-osztályozás szerinti I. fokú meningeoma esetében részleges daganat-kimetszésnek (tumor resectio). A subtotalis  resectiot követő besugárzás - mint klinikai döntés - némileg ellentmondásos, mivel nem létezik I. osztályú randomizált, kontrollált vizsgálat a beavatkozásra nézve. Számos retrospektív vizsgálat azonban erősen alátámasztja, hogy a kiegészítéssel, posztoperatív szakaszban a sugárzás kiegészítésként mind a teljes resectiot javítja, mind pedig a  progressziót gátolja (azaz gátja a tumor kiújulásának), és javítja a túlélési arányt.
Abban az esetben, ha III. fokozatú meningeoma van jelen, a jelenlegi standard ellátásnak megfelelően szükséges a posztoperatív sugárkezelés, függetlenül attól, hogy milyen sebészi eltávolítás történt. Ez annak köszönhető, hogy az arányosan magasabb lokális kiújulás az ilyen fokozatú tumoroknál magasabb. A II-es fokozatú daganatok változóan viselkednek, és nincs egységes álláspont, hogy legyen-e sugárkezelés a műtéti eltávolítást követően. Úgy tűnik, egyetértés van abban, hogy a csaknem teljesen (subtotálisan) eltávolított II-es fokozatú tumor után kell a sugárkezelés.

### A hagyományos kemoterápia
A jelenlegi kemoterápiás kezelések valószínűleg nem hatásosak. Antiprogestin szereket használnak, de változó eredménnyel. Egy 2007-es tanulmány szerint a hidroxiurea képes csökkenteni az inoperábilis vagy visszatérő meningeoma kiújulási esélyeit.

## Fordítás
- Ez a szócikk részben vagy egészben  a   Meningioma című angol Wikipédia-szócikk ezen változatának fordításán alapul.  Az eredeti cikk szerkesztőit annak laptörténete sorolja fel. Ez a jelzés csupán a megfogalmazás eredetét és a szerzői jogokat jelzi, nem szolgál a cikkben szereplő információk forrásmegjelöléseként.